# Милициа, Франческо (теоретик искусства)
Франческо Милициа (итал. Francesco Milizia, 15 ноября 1725, Ориа, Апулия — 7 марта, 1798, Рим) — итальянский теоретик искусства неоклассицизма.
Франческо Милициа родился в Ории (ранее Земля Отранто: La Terra d’Otranto), на юге Италии, в семье Раймондо и Витториа Папатодеро, принадлежавших к малому дворянству. Преждевременная смерть матери повлияла на его дальнейшую жизнь, которая разворачивалась авантюрно. Стремление изменить обстановку и увидеть мир обернулось путешествием в Павию, Милан, Рим, Неаполь. В Неаполе, куда он прибыл в 1741 году, Милициа испытал воздействие новаторского учения Антонио Дженовези, который в этом городе начал деятельность просветителя будущего правящего класса Королевства Бурбонов. Действительный прогресс общества, по убеждению Дженовези, основывается на «добрых и полезных науках: геометрии, астрономии, арифметике, физике, истории природы и на современном языке, свободном от академической латыни».
Милициа вернулся в родную Апулию, в Галлиполи, и посвятил свой досуг семье и книгам. Однако вскоре он обратил внимание на Рим, провёл там полтора года, между 1758 и 1760 годами, и окончательно переехал в Вечный город в 1761 году. Из переписки тех лет между корреспондентами Рима, Неаполя и Амстердама следует, что Франческо Милициа был масоном и занимал достаточно высокое положение в Великой ложе «Ревностных» (Les zelés).
Основной областью его научных интересов была архитектура, которой он посвятил многие исторические и теоретические исследования и публикации. Поэтому его иногда ошибочно называют архитектором. Милициа не занимался архитектурой практически, но «обладал доктринами, которые способствовали тому, чтобы он стал знатоком». Он отстаивал необходимость подражания шедеврам древнегреческого искусства, поскольку античные мастера черпали вдохновение из «ещё неиспорченных природы и общества».
Под влиянием Джованни Гаэтано Боттари и круга его учеников Ф. Милициа увлёкся изучением античной архитектуры. Боттари обратил внимание Милициа на многих современных авторов, таких как венецианский архитектор Томмазо Теманца, с которым его связала крепкая дружба после их встречи в Риме в 1766 году.
Франческо Милициа резко выступал против искусства барокко, воплощаемого гением Джан Лоренцо Бернини, подогреваемый презрением к художникам римского барокко недавнего времени со стороны пенсионеров Французской академии в Риме. Живописному и экспрессивному характеру архитектуры римского барокко Милициа противопоставлял строгие логические принципы ордерной системы древних, симметрию и гармонию пропорций сооружений Андреа Палладио и его последователей палладианцев. Эти идеи легли в основу книги Франческо Милициа «Жизнеописания самых известных архитекторов каждого народа и каждого времени, которому предшествует очерк об архитектуре» (Le Vite de' più celebri architetti d’ogni nazione e d’ogni tempo, precedute da un Saggio sopra l’architettura), изданной в Риме в 1768 году. В 1771 году это сочинение переведено на французский язык. Третье издание 1781 года имело более краткое заглавие: «Воспоминания об архитекторах, древних и современных» (Memorie degli architetti antichi e moderni). В 1771 году Милициа опубликовал работу «О театре» (Del Teatro).
Франческо Милициа преподавал в римской Академии Святого Луки и во Французской академии в Риме. Вероятно, именно в контексте дискуссий о современной архитектуре, проводимых во Французской академии, Милициа задумал создание «Завершённого курса архитектуры», объявленного в письме Томмазо Теманца 24 июня 1769 года, как «смелую работу», начатую «некоторое время назад». Это предприятие было направлено на обеспечение начинающих архитекторов «с помощью одной книги едиными историческими, теоретическими, техническими и практическими представлениями» о «правильной архитектуре», взятыми у «самых достойных авторов», подобно тому, как это сделал Жак-Франсуа Блондель Младший в своём «Курсе гражданской архитектуры» (Париж, 1771—1773), собранном из десятилетних лекций, прочитанных ученикам. Эта работа Милициа получила название «Принципы гражданской архитектуры» (Principi di Architettura Civile, 1781).
Согласно «Принципам», архитектура — это искусство подражания природе, оно неподвластно моде и возникает из конкретных потребностей, «стремящихся к красоте и, следовательно, к изобретению, управляемому правилами». Древние греки занимают первое место в этих эстетических принципах, «наиболее близких к идеальному воплощению хорошего вкуса, которое достигается в соответствии с идеями совершенства и симметрии, выбранных согласно разуму». Микеланджело Милициа обвинял «в своеволии». Франческо Борромини считал «воплощением дурного вкуса в архитектуре». Он писал: «Ко всем причудам и неточностям Микеланджело, коими была заражена римская архитектура XVI века, в последующем столетии добавились сумасбродства Борромини… Не он ли довёл причудливость до крайней степени безрассудства?».
Во всей истории архитектуры Франческо Милициа выделил лишь два по-настоящему оригинальных художественных стиля: «греческий» и «готический». Он подчёркивал естественную красоту готики и её соответствие «идее храма» — даже большее, чем подражание античным сооружениям либо следование «неправильностям Борромини». Милициа писал: «Готический стиль пригоден для наиблагороднейшего сооружения, какое только может построить архитектор, то есть для храма, и делает большую честь человеческому гению».
Ф. Милициа положительно оценивал идеи нового «греко-готического стиля», предложенного М.-А. Ложье и Ж.-Ж. Суффло. Его суждения основаны на сравнениях греко-римского искусства, с одной стороны, и современной архитектуры, с другой. Он систематизировал свои суждения по шкале ценностей, в которой готика уступает античному искусству, но превосходит современное.
В 1797 году Милициа опубликовал «Словарь изящных искусств». Он был представителем «книжного искусствоведения» и архитектурной критики, основанной на изучении французских трактатов и эссе по искусству и потому далёкой от строительной практики с её насущными утилитарными задачами. Дабы избежать цензуры и, возможно, по материальным соображениям, Милициа предпочитал издавать свои сочинения не в папском Риме, а в Бассано, Милане, Парме, Венеции, Генуе.
Тем не менее, в 1761 году Ф. Милициа был назначен смотрителем («суперинтендантом») строений, принадлежащих королю Неаполя из семьи Фарнезе в Риме (soprintendente alle reali fabbriche Farnesiane in Roma). Он занимал этот пост четверть века, до 1786 года, и даже отмечен в римской художественной жизни в качестве архитектора триумфальной арки Пия VI, согласно предложенному им проекту 30 ноября 1775 года. Это назначение способствовало его авторитету в политических и масонских кругах.
Франческо Милиция интересовался и предметами, не имеющими отношения к искусству. Он составил «Словарь домашней медицины», основанный на трудах шотландского физика и медика У. Бухана. Он также опубликовал сборник статей известных авторов по астрономии (1791), послуживший базовым текстом для работы молодого Джакомо Леопарди «История астрономии», написанной в 1813 году.
Его интерес к гуманитарным наукам привел к созданию работы «Политическая экономия» (1797), напечатанной посмертно в Риме в 1798 году под названием «Общественная экономика» (Economia pubblica), одновременно с публикацией «Словаря изящных искусств» (Dizionario delle belle arti), извлечённого в основном из методического пособия к Энциклопедии (Enciclopedia metodica).
Франческо Милициа умер в Риме 7 марта 1798 года из-за болезни лёгких, оставив жену Терезу и племянника Франческо Боттари в качестве наследников своих трудов. Каталог публикаций (вероятно, составленный архитектором Г. Чиприани) и собрание сочинений Франческо Милициа в 9-ти томах было издано в Болонье под названием «Opere complete risguardanti le belle arti» (1826—1829).

## Основные публикации
- «Жизнеописания самых известных архитекторов каждого народа и каждого времени, которому предшествует очерк об архитектуре» (Le Vite de' più celebri architetti d’ogni nazione e d’ogni tempo, precedute da un Saggio sopra l’architettura). Рим, 1768. Французский перевод 1771. Третье издание: «Воспоминания об архитекторах, древних и современных» (Memorie degli architetti antichi e moderni). Парма, 1781
- «О Театре» (Del Teatro). Рим, 1771, 1772. Венеция, 1794
- «Принципы гражданской архитектуры» (Principi di Architettura Civile). Парма, 1781. Бассано, 1785, 1804, 1813, 1823. Генуя, 1786. Рим, 1800. Милан, 1832, 1847
- «Об искусстве видения изящного искусства, основанного на рисунке в соответствии с принципами Зульцера и Менгса» (Dell’arte di vedere nelle belle arti del disegno secondo i principi di Sulzer e di Mengs). Венеция, 1781. Генуя, 1786
- "История астрономии М. Байи, сокращённая в сборнике Франческо Милициа (Storia dell’astronomia di M. Bailly ridotta in compendio dal signor Francesco Milizia). Бассано, 1791.
- "Изящные искусства, основанные на рисунке. Первая часть: Гражданская архитектура (Delle belle arti del disegno. Parte prima: dell’Architettura Civile). Бассано, 1787.
- «Словарь изящных искусств, основанных на рисунке, извлечённый в основном из Энциклопедии методики» (Dizionario delle belle arti del disegno estratto in gran parte dalla Enciclopedia metodica). Бассано, 1797, 1822. Милан, 1802, 1804. Болонья, 1827.